# Кјеве
Кјеве (итал. Chieve) је насеље у Италији у округу Кремона, региону Ломбардија.
Према процени из 2011. у насељу је живело 2200 становника. Насеље се налази на надморској висини од 78 м.

## Становништво
| 1936. | 1951. | 1961. | 1971. | 1981. | 1991. | 2001. | 2011. |
| ----- | ----- | ----- | ----- | ----- | ----- | ----- | ----- |
| 1.169 | 1.060 | 1.040 | 973   | 1.068 | 1.396 | 1.715 | 2.240 |